# Glenn Stevens

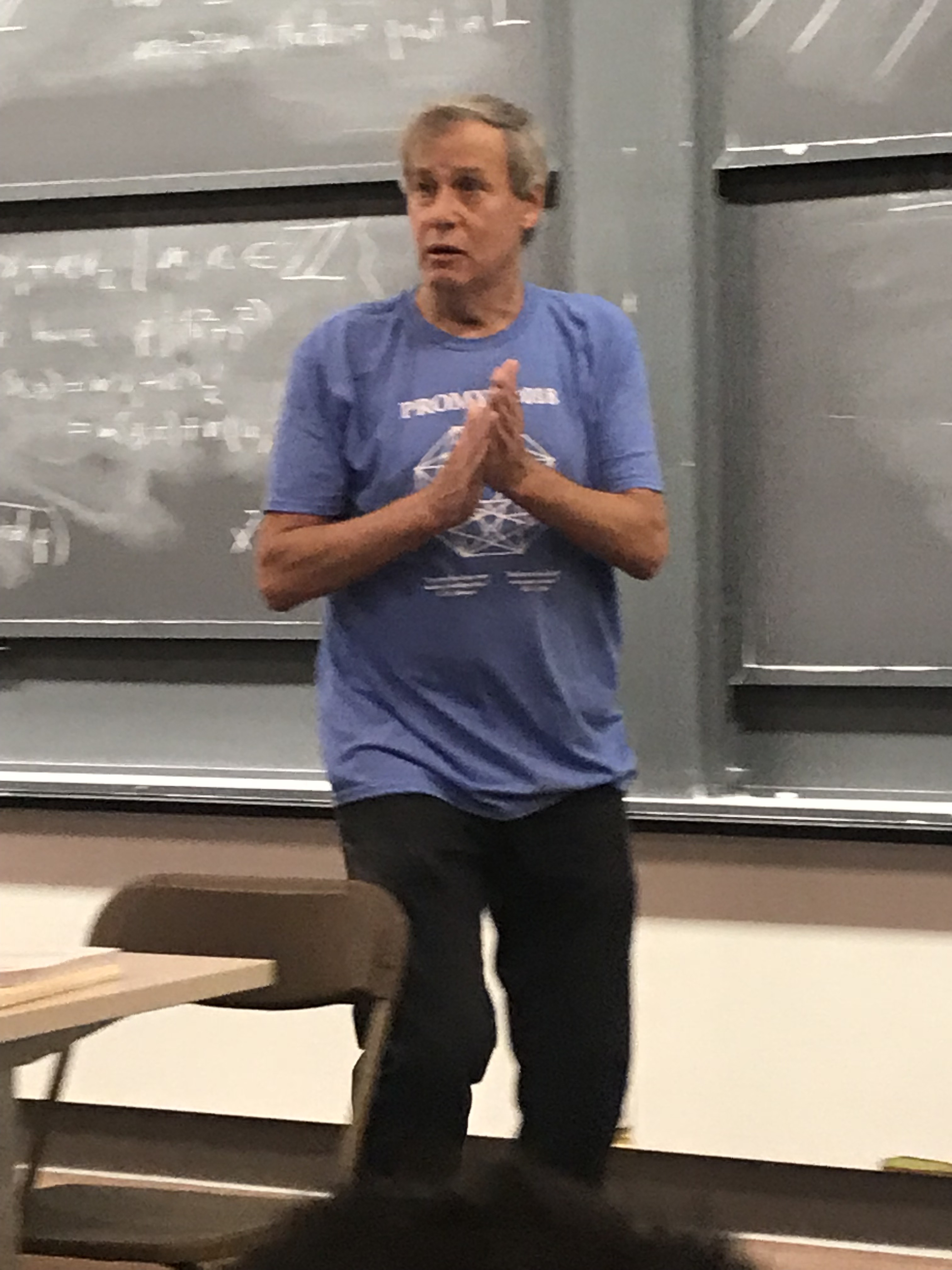
Glenn Stevens (2018)

Glenn Stevens (* 1953) ist ein US-amerikanischer Mathematiker, der sich mit arithmetischer algebraischer Geometrie, Zahlentheorie und automorphen Formen befasst.
Stevens studierte ab 1971 Mathematik an der University of California, Santa Barbara mit dem Bachelor-Abschluss 1974 und an der Universität Göttingen (1974/75, Deutscher Akademischer Austauschdienst) und wurde 1980 an der Harvard University bei Barry Mazur promoviert (On congruences satisfied by special values of L-functions). 1984 wurde er Assistant Professor, 1988 Associate Professor und 1993 Professor an der Boston University. Er ist Fellow der American Mathematical Society.
Er war Gastprofessor an der Universität Paris VII und XIII, am Institut Henri Poincaré, am Institute for Advanced Study (1985) und am MSRI.
Mit David Fried gründete er 1989 das Promys-Programm der Boston University zur Förderung mathematisch begabter Schüler und ihrer Lehrer.

## Schriften
- Herausgeber mit Gary Connell, Joseph Silverman: Modular Forms and Fermat’s last theorem, Springer 1997 (darin von ihm ein Überblick über den Beweis von Andrew Wiles)
- Arithmetic on Modular Curves, Progress in Mathematics, Birkhäuser 1982
- Herausgeber mit Barry Mazur: P-adic Monodromy and the Birch-Swinnerton-Dyer conjecture, Contemporary Mathematics 165, American Mathematical Society 1994 (Proc. Workshop Boston University 1991)
  - Darin von Stevens: On the conjecture of Mazur, Tate, and Teitelbaum, p-adic monodromy and the Birch and Swinnerton-Dyer conjecture, S. 183–211
- mit Ralph Greenberg: P-adic L-functions and periods of modular forms, Invent. Math., Band 111, 1993, S. 407–447
- Rigid Analytic Modular Symbols, Preprint 1994
- Stickelberger elements and modular parametrizations of elliptic curves, Invent. Math., Band 98, 1989, S. 75–106
- Coleman’s L-invariant and families of modular forms, Asterisque, Band 331, 2010, 1–12